# Pedro (film 2016)
Pedro è un cortometraggio del 2016 diretto da André Santos e Marco Leão.

## Trama
Pedro torna a casa all'alba. Prima che il ragazzo si addormenti, la sua solitaria madre lo trascina in spiaggia.

## Distribuzione
Il corto è contenuto anche nel film antologico Boys on Film 17: Love is the Drug (2017).

## Riconoscimenti
- 2017 - CinEuphoria Awards
  - Miglior attore in un cortometraggio a Filipe Abreu
  - Top Short Films of the Year ad André Santos e Marco Leão
  - Nomination Miglior cortometraggio ad André Santos e Marco Leão
  - Nomination Miglior regista di un cortometraggio ad André Santos e Marco Leão
- 2017 - Provincetown International Film Festival
  - Miglior cortometraggio Queer ad André Santos e Marco Leão
- 2017 - Sundance Film Festival
  - Nomination Short Film Grand Jury Prize ad André Santos e Marco Leão